# Ocotea elliptica
Ocotea elliptica är en lagerväxtart som beskrevs av André Joseph Guillaume Henri Kostermans. Ocotea elliptica ingår i släktet Ocotea och familjen lagerväxter. Inga underarter finns listade i Catalogue of Life.